# Loïc Lacroix
Pour les articles homonymes, voir Lacroix.
Loïc Lacroix est un joueur français de volley-ball né le 5 mars 1987. Il mesure 1,86 m et joue passeur.

## Clubs
| Club                 | Pays   | De        | À         |
| -------------------- | ------ | --------- | --------- |
| Spacer's de Toulouse | France | 2008-2009 | 2008-2009 |
| CNM Charenton        | France | 2008-2009 | 2010-2011 |
| Harnes VB            | France | 2011-2012 | 2011-2012 |

## Palmarès
- Championnat d'Europe des moins de 19 ans
  - Finaliste : 2005